# Slovak International 1993
Die Slovak International 1993 im Badminton fanden im Herbst 1993 in Prešov statt.

## Titelträger
| Disziplin    | Sieger                         |
| ------------ | ------------------------------ |
| Herreneinzel | Richárd Bánhidi                |
| Dameneinzel  | Andrea Harsági                 |
| Herrendoppel | Juraj Brestovský Peter Pudela  |
| Damendoppel  | Adrienn Kocsis Andrea Ódor     |
| Mixed        | Richárd Bánhidi Adrienn Kocsis |